# Chernéchchina (Ojtirka)
Chernéchchina (en ucraniano: Чернеччина; en ruso: Чернетчина, romanizado: Chernétchina) es un pueblo ucraniano perteneciente al óblast de Sumy. Situado en el norte del país, es parte del raión de Ojtirka y centro del municipio (hromada) homónimo.

## Geografía
Chernéchchina está situado a orillas del río Vorskla, 8 km al oeste de Ojtirka y 80 km al sur de Sumy. Cerca del pueblo comienza el parque natural nacional de Hetman.   

## Historia
Chernechchyna fue fundada a finales del siglo XVII por siervos subyugados bajo el monasterio de la Santísima Trinidad de Ojtirka, que a su vez se había establecido en 1654 tras la destrucción de otro monasterio. El monasterio de la Santísima Trinidad se clausuró en 1917 tras la Revolución de Octubre, y fue reconsagrado en 2003.
En el año 1880 se produjo un levantamiento campesino en el pueblo.
Durante la invasión rusa de Ucrania, las Naciones Unidas establecieron un centro de ayuda humanitaria en Chernéchchina. El 31 de agosto de 2024, los rusos bombardearon el asentamiento, con un resultado de una veintena de casas dañadas y 2 heridos.

## Economía
Entre las principales fuentes de ingresos de los residentes de Chernéchchina se encuentran la agricultura, la silvicultura y la minería. La refinería de petróleo más grande de Ukrnafta, así como la más grande de Ucrania, se encuentra cerca del pueblo.

## Infraestructura

### Transporte
La carretera territorial T-17-05 atraviesa el pueblo.  